# Callopora discreta
Callopora discreta är en mossdjursart som först beskrevs av Walter Douglas Hincks 1862.  Callopora discreta ingår i släktet Callopora och familjen Calloporidae. Inga underarter finns listade i Catalogue of Life.